# Südbrücke

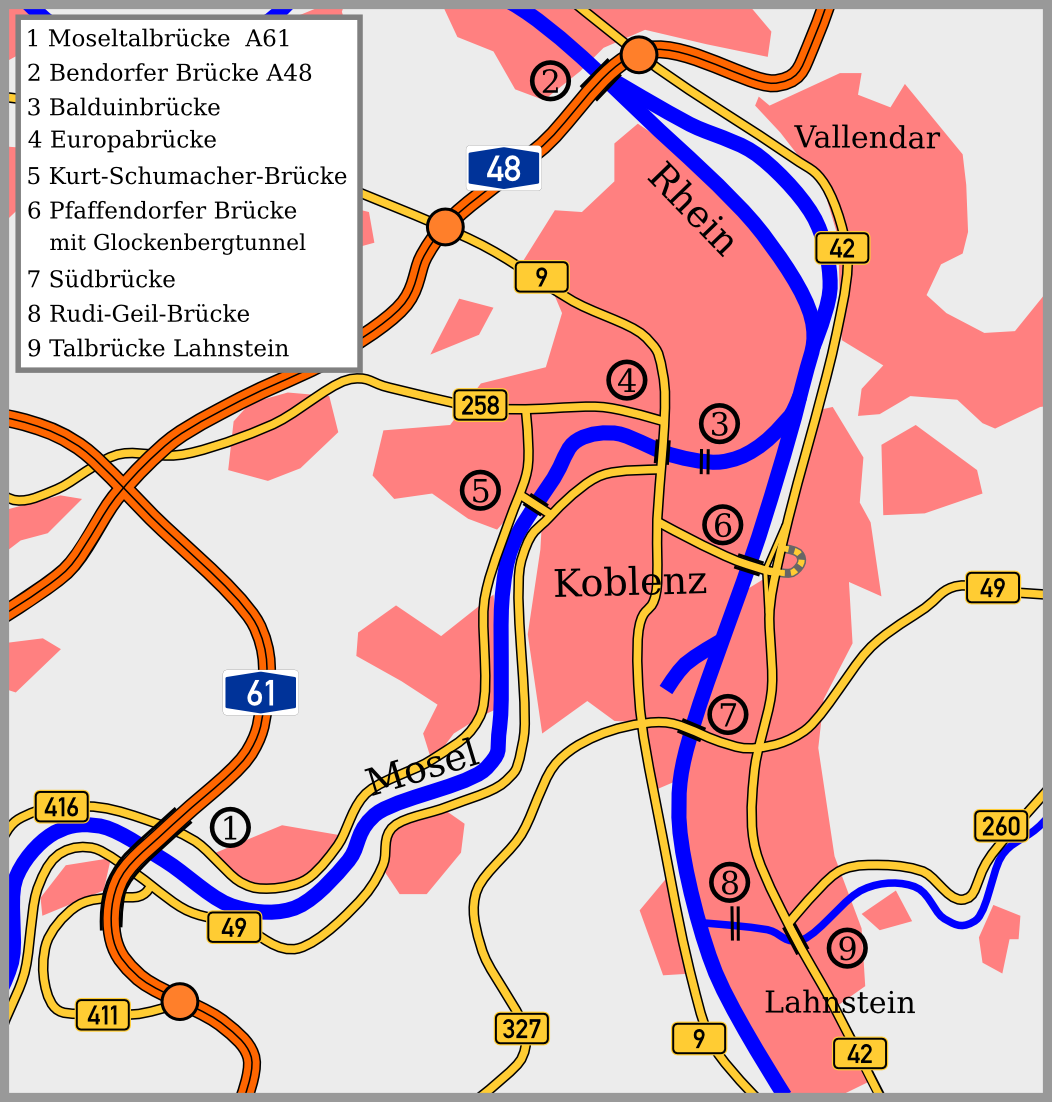
Broar i Koblenz. Südbrücke är nr 7.

Südbrücke är en balkbro i Koblenz i Tyskland som går över floden Rhen. Den började byggas år 1969 och beräknades vara klar två år senare.
Bron byggdes som freivorbau och när en byggkran den 10 november 1971 skulle lyfta en 100 ton tung brodel från en ponton till den västra bropelaren överbelastades den. Ett 54 meter långt stycke av kranarmen bröts av och föll tillsammans med personal och utrustning ner i Rhen från 30 meters höjd. Tretton personer miste livet och lika många skadades. De avbrutna delarna av bron spärrade av för båttrafiken i Rhen och dagen efter låg mer än 100 fartyg i kö.

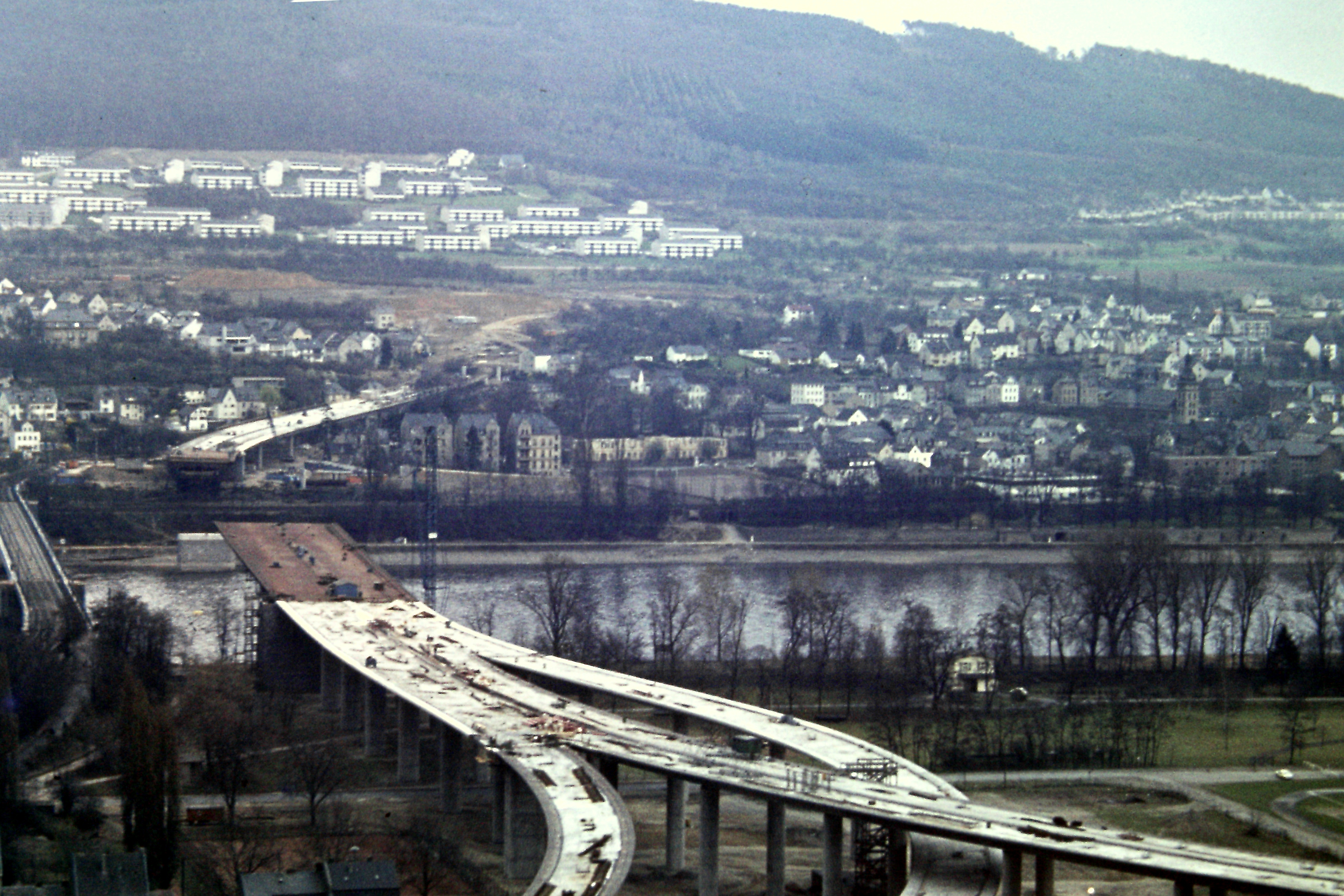
Südbrücke i mars 1972.

Den 21 september året efter dödades sex personer när 1972 en gjutform på en av tillfartsvägarna rasade. Brobygget återupptogs år 1973 efter flera utredningar och när bron invigdes den 20 juni 1975 avtäcktes en plakett med namnen på   byggnadsarbetarna som miste livet.

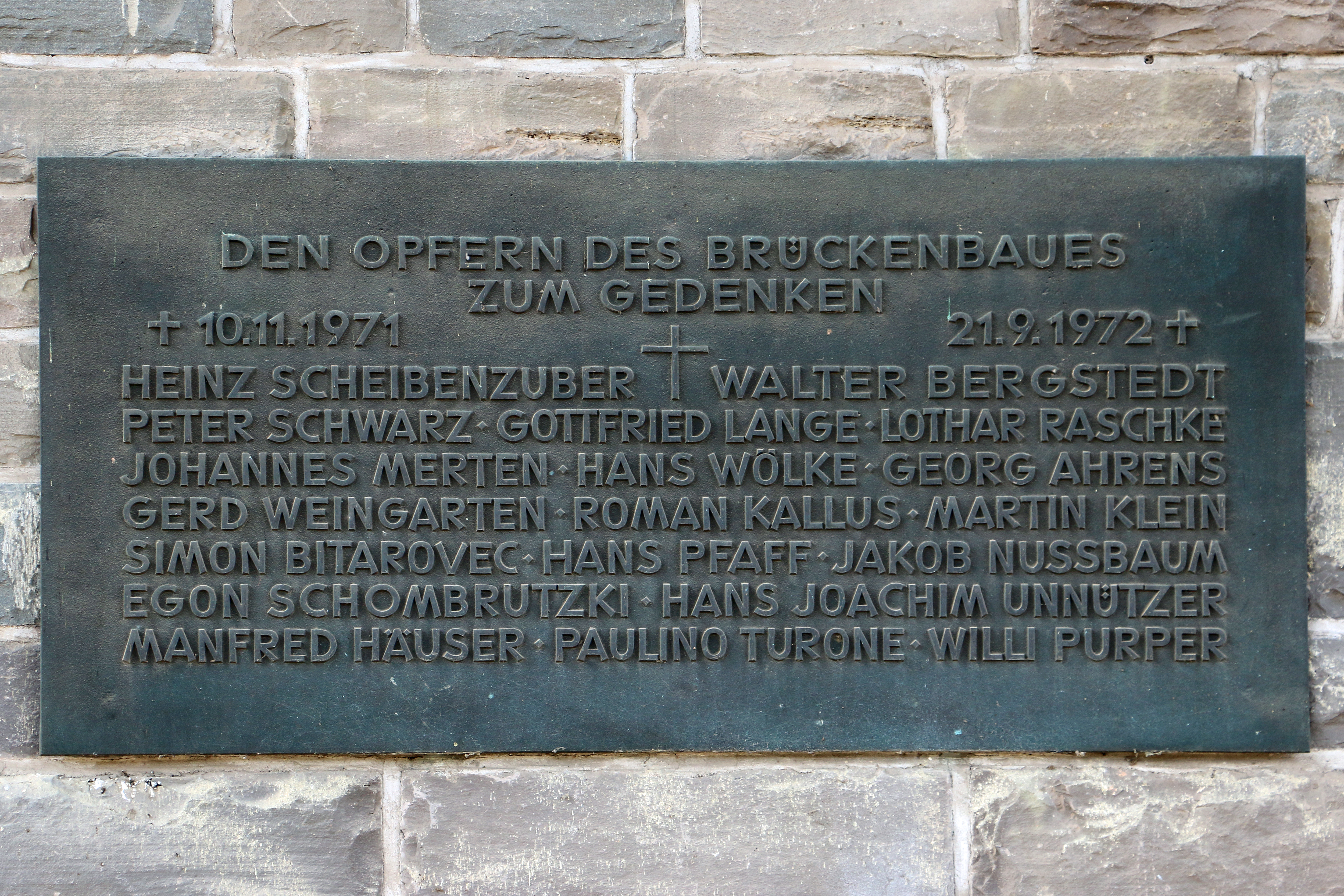
Minnesplakett på en av bropelarna.